# Нидорп
Нидорп (нидерл. Niedorp) — бывшая община на северо-западе Нидерландов в Северной Голландии, регион Западной Фризии.
В общину Нидорп входили следующие города, деревни и районы: Барсингерхорн (Barsingerhorn), Харингхёйзен (Haringhuizen), Колхорн (Kolhorn), Лютьевинкел (Lutjewinkel), Ньиве-Нидорп (Nieuwe Niedorp), Ауде-Нидорп (Oude Niedorp), ’t Veld, Винкел (Winkel), Зейдевинд (Zijdewind).
На территории общины были найдены поселения времён позднего неолита, относящиеся к культуре боевых топоров, которые с 1995 года внесены в список кандидатов во Всемирное наследие ЮНЕСКО в Нидерландах.
В 2012 община вошла в состав новой общины Холландс-Крон.